# Olga Pakalović
Olga Pakalović, née le 8 novembre 1978 à Zagreb en Yougoslavie, est une actrice croate.

## Filmographie
- 1993 : Vrijeme za...
- 1997 : Olujne tišine 1895-1995 (mini-série) : Lujza pl. Radocaj (3 épisodes)
- 2000 : Je li jasno prijatelju? : Senada
- 2000 : Veliko spremanje (téléfilm) : Mirna
- 2001 : Nigredo (court métrage)
- 2002 : Novo doba (mini-série) : Maja
- 2002 : Fine Dead Girls (Fine mrtve djevojke) : Iva
- 2002 : Persona (court métrage)
- 2003 : Doktor ludosti : Zbunjakoviceva kci
- 2004 : Katarza (court métrage)
- 2006 : Bumerang (série télévisée) : Katarina (4 épisodes)
- 2006 : Libertas : Desa (voix)
- 2007 : Pjevajte nešto ljubavno : Anja
- 2007 : Moram spavat' anđele : Mirjana
- 2008 : Gledaj me : Mina
- 2009 : Bitange i princeze (série télévisée) : Ana Puhalo - Analy
- 2008-2010 : Odmori se, zaslužio si (série télévisée) : Ines (5 épisodes)
- 2009-2010 : Mamutica (série télévisée) : Zeljka (19 épisodes)
- 2011 : Koko i duhovi : Katarina
- 2011 : Carousel (court métrage) : Nora
- 2012 : Halimin put : Safija
- 2014 : Stipe u gostima (série télévisée) : inspectrice Ladan
- 2014 : Happy Endings : Goranka
- 2014 : Alke (court métrage) : Mirjana
- 2016 : Ministarstvo ljubavi : Sandra
- 2016 : Crno-bijeli svijet (série télévisée) : Metka
- 2017 : Uzbuna na Zelenom Vrhu
- 2017 : Lavina
- 2017-2018 : Čista ljubav (série télévisée) : Branka Vitez Balog (132 épisodes)
- 2018 : I Act, I Am : Mirna
- 2016-2020 : Novine (série télévisée) : Alenka Jović Marinković (33 épisodes)